# Станционный сельсовет
Станционный сельсовет — сельское поселение в Новосибирском районе Новосибирской области Российской Федерации.
Административный центр — железнодорожная станция Мочище.

## История
Статус и границы сельского поселения установлены Законом Новосибирской области от 2 июня 2004 года № 200-ОЗ «О статусе и границах муниципальных образований Новосибирской области»

## Население
| 2002  | 2010  | 2012  | 2013  | 2014    | 2015  | 2016  |
| ----- | ----- | ----- | ----- | ------- | ----- | ----- |
| 7436  | ↗8078 | ↗8177 | ↗8240 | ↗8320   | ↘8187 | ↘8148 |
| 2017  | 2018  | 2019  | 2020  | 2021    |       |       |
| ↘8122 | ↗8152 | ↗8431 | ↗9175 | ↗10 429 |       |       |

## Состав сельского поселения
| № | Населённый пункт | Тип населённого пункта                          | Население |
| - | ---------------- | ----------------------------------------------- | --------- |
| 1 | Витаминка        | посёлок                                         | ↘371      |
| 2 | Иня-Восточная    | железнодорожная станция                         | ↘788      |
| 3 | Ленинский        | посёлок                                         | ↘689      |
| 4 | Мочище           | железнодорожная станция, административный центр | ↘3589     |
| 5 | Новокаменка      | село                                            | ↗46       |
| 6 | Садовый          | посёлок                                         | ↗4599     |

## Экономика
В июле 2024 году на территории Станционного сельсовета было анонсировано начало нового проекта - строительство завода грузового автотранспорта на участке земли площадью 170 тыс. кв. м. В соответствии с бизнес-планом, срок реализации проекта (инвестиционная фаза) составляет пять лет (2024–2029 годы), запуск производства автомобилей должен состояться в 2027 году. Выход на полную производственную мощность — в 2033 году. Общий объем инвестиций оценивается в 19,9 млрд руб. Завод намерен выпускать отечественный грузовой автотранспорт, в том числе малотоннажные модели, грузоподъемностью 2–5 тонн, а также магистральные с грузоподъемностью 10–12 тонн. Предприятие будет строиться в два этапа. Сначала будет организована сборка из отечественных и зарубежных комплектующих, затем будут созданы цеха для производства собственных комплектующих .